# Il était une chaise

Il était une chaise (anglais : A Chairy Tale) est un film en pixilation de Norman McLaren et Claude Jutra, produit par l’ONF en 1957. Version anglaise : A Chairy Tale.

## Synopsis
Dans ce court métrage, sans parole, les chaises ont le rôle central. Norman McLaren, dans la relation entre les chaises et un personnage humain, montre comment la matière peut se révolter. À quelle condition l’homme et l’objet feraient-ils bon ménage ?

## Fiche technique
- Titre anglais : A Chairy Tale
- Réalisation : Norman McLaren et Claude Jutra
- Animation : Evelyn Lambart
- Musique : Ravi Shankar, Chatur Lal et Maurice Blackburn
- Interprète : Claude Jutra

## Distinctions

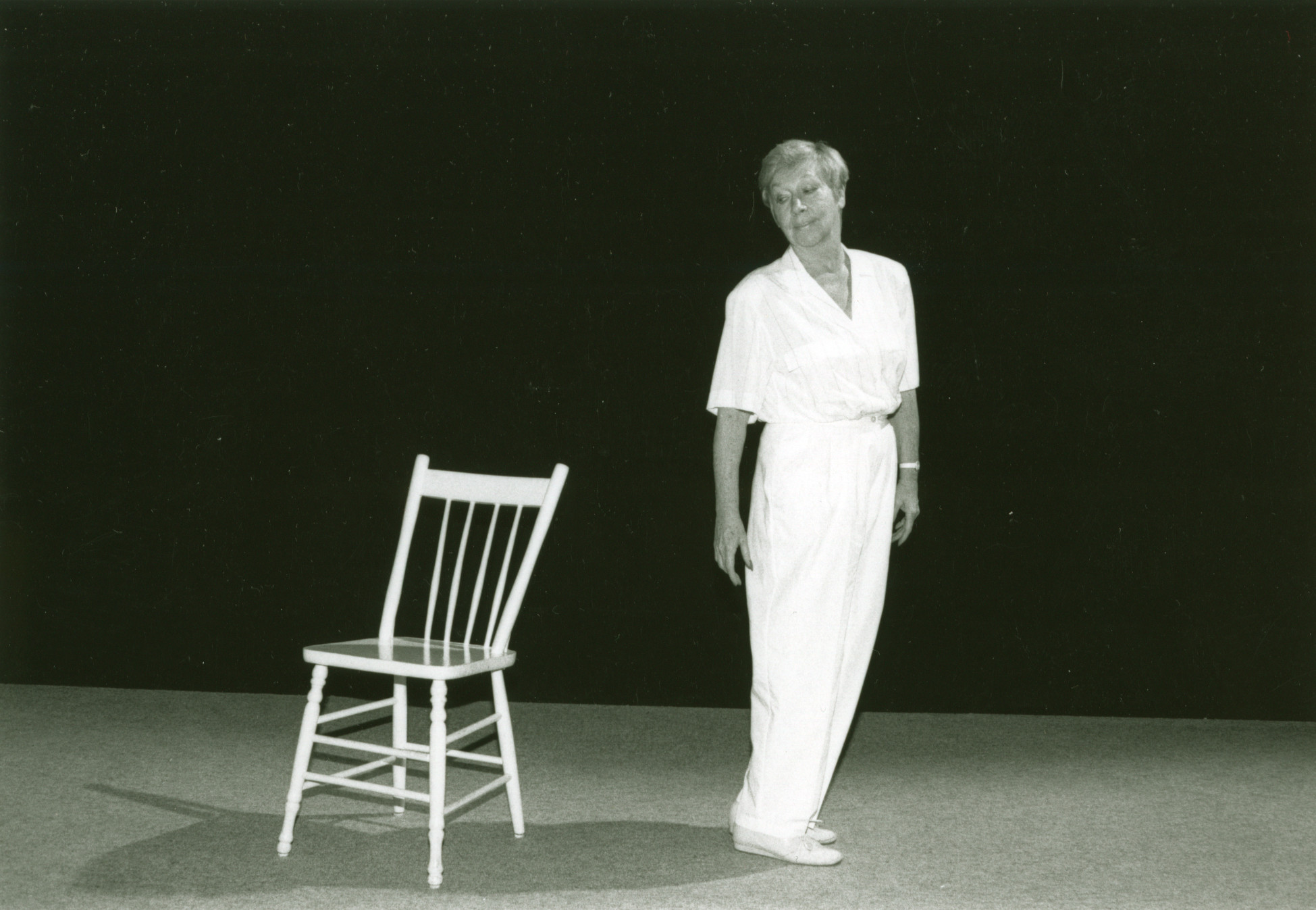
Louise Beaudet dans un hommage à Norman McLaren et Il était une chaise pour la revue Copie Zéro

### Récompenses
- 1958 : Prix spécial au British Academy Film and Television Arts Awards « pour un travail qui réside à l'extérieur du long métrage et du documentaire »[1]
- 1958 : Au Canadian Film Awards, Meilleur film dans la catégorie Arts and Experimental à Norman McLaren et Claude Jutra

### Nominations
- 1958 : Oscar du meilleur documentaire à Norman McLaren